# Szamotuły
Szamotuły (prononciation : [ʂamɔˈtuwɨ] ; en allemand : Samter) est une ville de la voïvodie de Grande-Pologne et du powiat de Szamotuły, en Pologne. Elle est le siège administratif de la gmina de Szamotuły et du powiat de Szamotuły.

## Géographie
Située au centre de la Grande-Pologne, la ville de Szamotuły se trouve au bord de la rivière Sama qui se jette dans la Warta, un affluent important de l'Oder, à Obrzycko, 10 kilomètres au nord. Elle se trouve à une altitude de 115 mètres et sa superficie est de 11,08 km2.
La ville est localisée à 32 km au nord-ouest de Poznań, la capitale régionale de la voïvodie de Grande-Pologne.

## Histoire

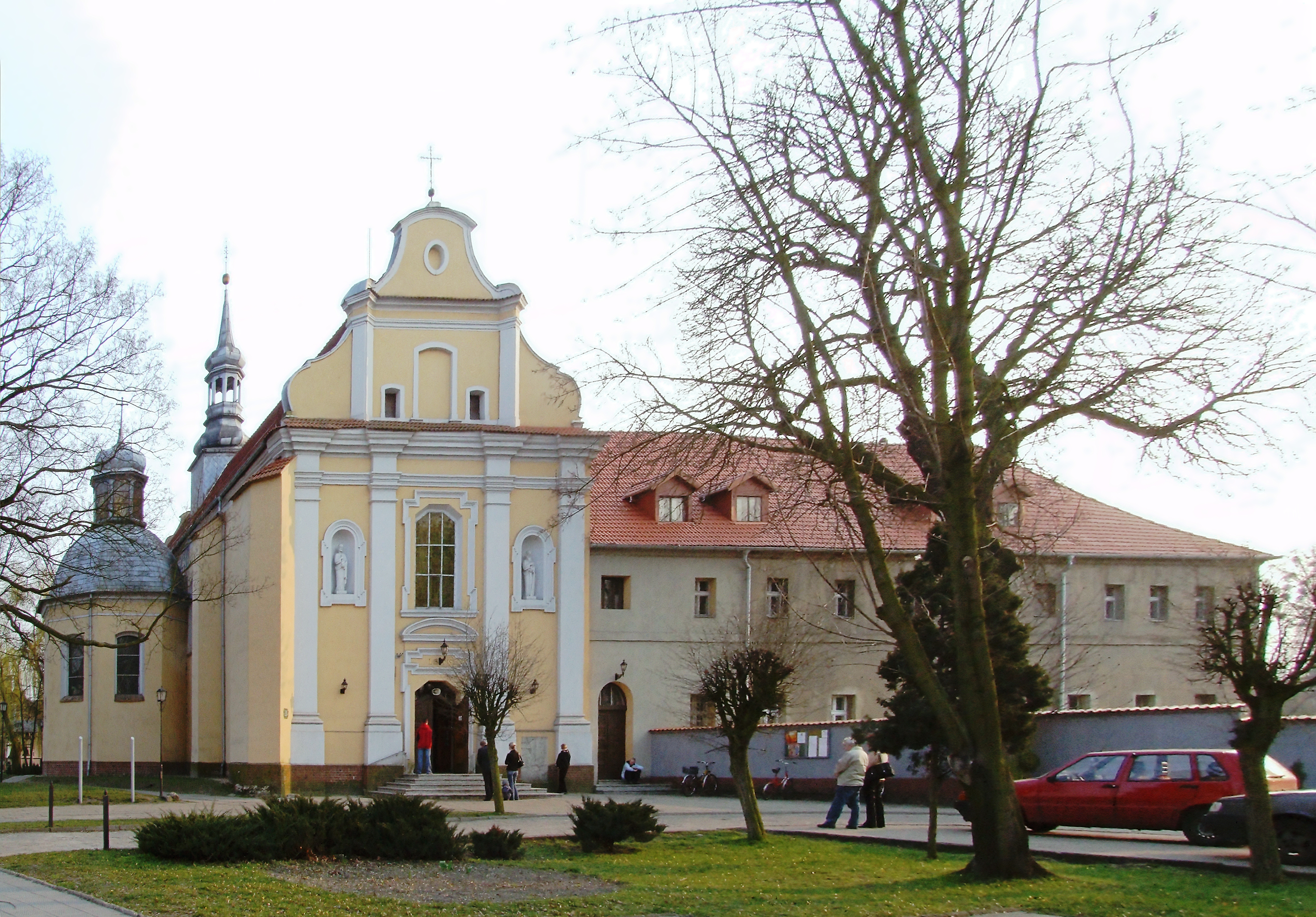
Monastère réformé avec l'église Sainte-Croix.

Un premier village y a été fondée au XIe siècle. La colonie a été mentionnée pour la première fois en 1231 et a acquis ses droits de ville en 1383. À ce temps, Szamotuły faisait partie de la voïvodie de Poznań dans l'ouest du royaume de Pologne.
Au cours du deuxième partage de la Pologne, en 1793, la ville est annexée par le royaume de Prusse. À la suite du congrès de Vienne en 1815, elle était incorporée dans l'arrondissement de Samter dans le grand-duché de Posen puis la province de Posnanie jusqu'à la fin de la Première Guerre mondiale. Vers la fin du XIXe siècle, le château de Szamotuły était la propriété du duc Ernest II de Saxe-Cobourg et Gotha.
Restituée à la république de Pologne conformément aux dispositions du traité de Versailles en 1919, la ville a été à nouveau annexée après l'invasion de la Pologne en 1939 et incorporée dans le Reichsgau Wartheland du Troisième Reich. Une grande partie de la population polonaise a été déplacée pour être remplacée par des Volksdeutsche. À la suite de l'invasion de l'Armée rouge en 1945, la ville a été retournée à la Pologne et la population germanophone restante a été expulsée.
De 1975 à 1998, la ville faisait partie du territoire de la voïvodie de Poznań. Depuis 1999, la ville fait partie du territoire de la voïvodie de Grande-Pologne.

## Monuments
- l'église collégiale, construite au XVe siècle ;
- le monastère réformé, dont l'église de la Sainte-Croix, datant du XVIIe siècle ;
- le château des Górka (pl), dont le donjon du XIVe siècle.

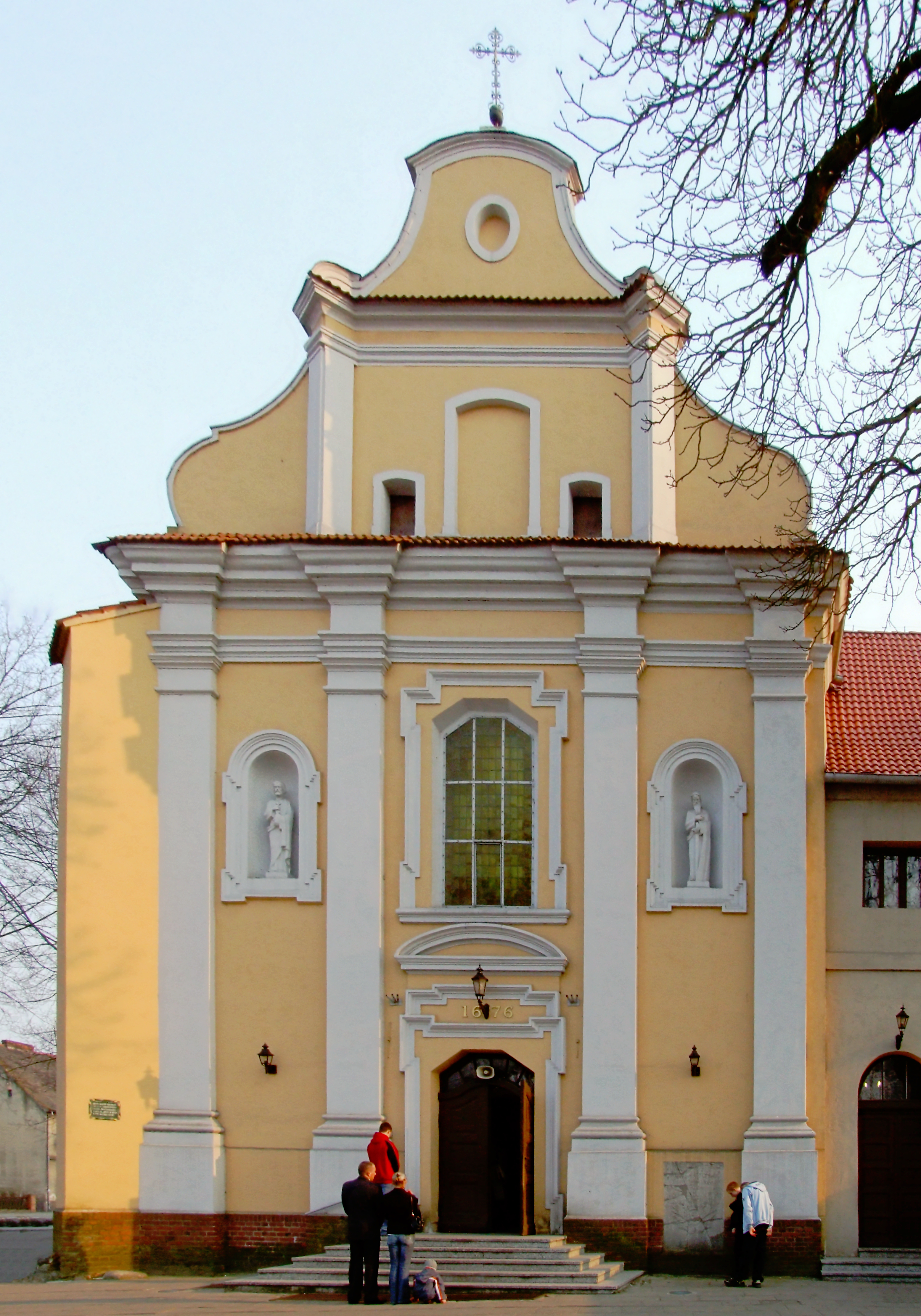
Église du monastère réformé.
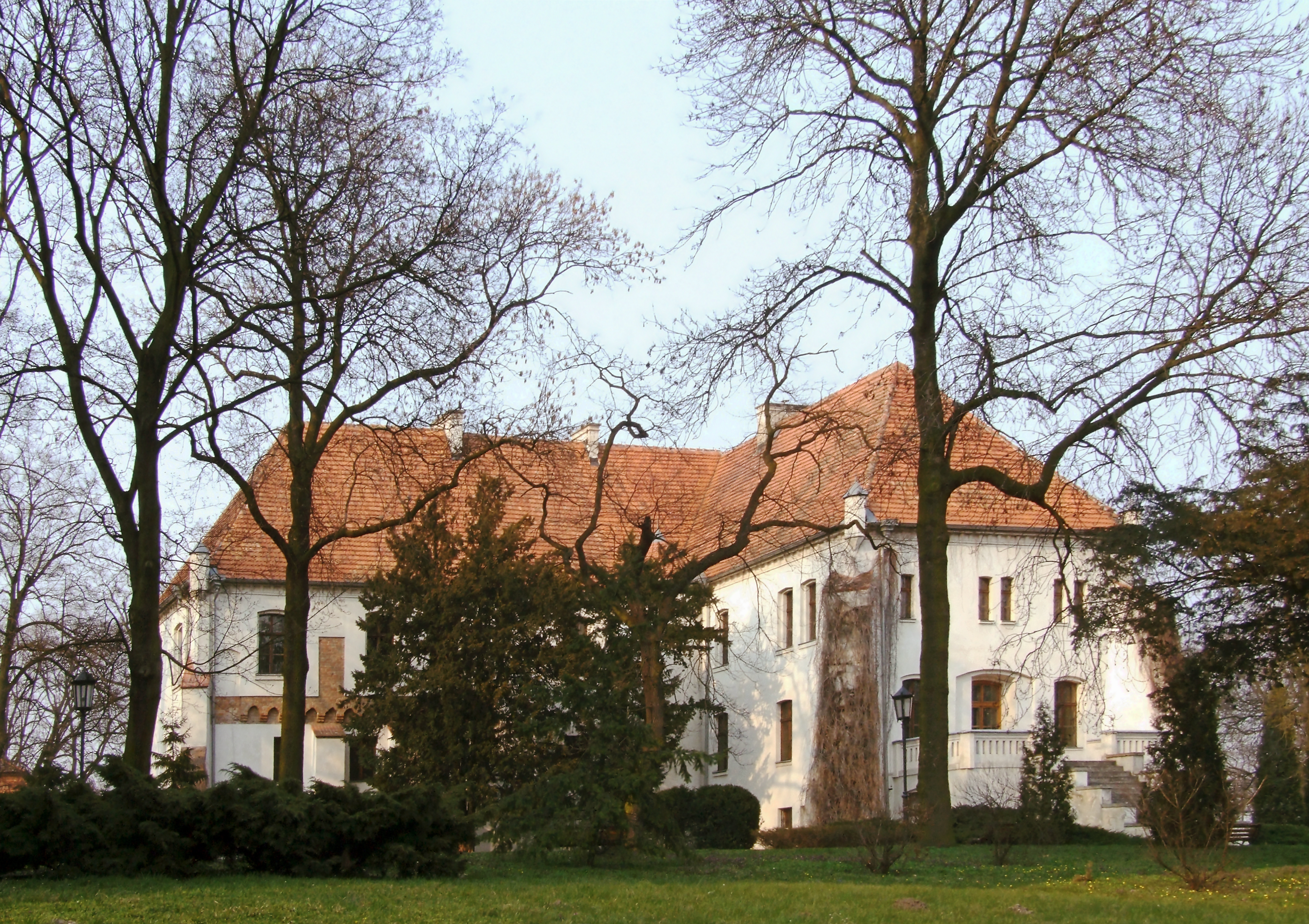
Château de Szamotuły (pl).
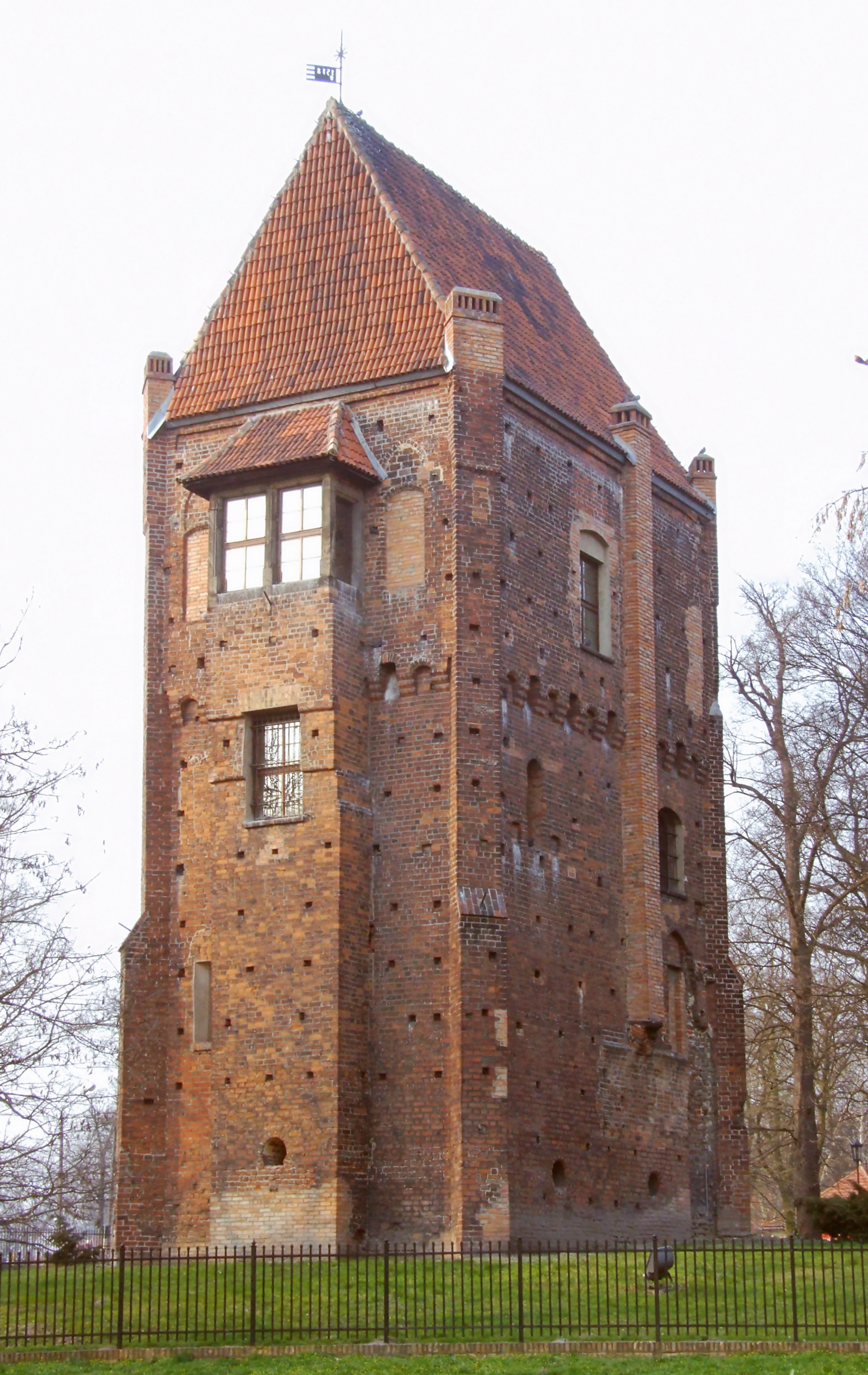
Donjon du château.

## Voies de communication
La ville est traversée par les routes secondaires 184 (qui rejoint Przeźmierowo à Wronki), 187 (pl) (qui rejoint Murowana Goślina à Pniewy), et 185 (pl) qui rejoint Szamotuły à Piotrowo.
La gare de Szamotuły a des connexions avec Poznań et Krzyż Wielkopolski, Stargard Szczeciński, Szczecin et Świnoujście.

## Personnalités
- Waclaw de Szamotuly (v.1520–1560), compositeur de la Renaissance ;
- Jan Jonston (1603–1675), médecin auteur d'une encyclopédie zoologique ;
- Philipp Scharwenka (1847–1917), compositeur et pédagogue ;
- Xaver Scharwenka (1850–1924), compositeur et pianiste ;
- Hans Groß (de) (1860-1924), général ;
- Maksymilian Ciężki (1898–1951), officier ;
- Janusz Grabiański (1929–1976), illustrateur ;
- Małgorzata Braunek (1947–2014), actrice.

## Jumelages
- Brignoles, France
- Groß-Gerau, Allemagne
- Tielt, Belgique
- Halderberge, Pays-Bas
- Kinna, Suède
- Bruneck, Italie